# پلک زد و برنده شد
پلک زد و برنده شد (انگلیسی: He Winked and Won) یک فیلم کمدی صامت کوتاه آمریکایی است که در سال ۱۹۱۶ منتشر شد. از بازیگران این فیلم می‌توان به کیت پرایس، اولیور هاردی، فلورنس مک‌لاکلین و اتل برتون اشاره کرد.